# Мавзолей Алтыбая
Мавзолей Алтыбая — археологический памятник конца XIX — начала XX века, посвящённый батыру Алтыбаю из рода таракты. Расположен на берегу реки Шажагай близ горы Кушокы возле села Кушокы Бухар-жырауского района Карагандинской области. Высота стен мавзолея 2,5 м, ширина 0,8 м, высота купола — 3,5 м. Построен из глины. Основание мавзолея выполнено в форме полукруглых и низких колонн с небольшими проёмами. Сооружение покрыто трехъярусным куполом. В северо-западную сторону от дверного проёма ведёт дугообразный коридор. К основному строению пристроена ограда. Мавзолей Алтыбая отличается своеобразной архитектурой, являясь памятником казахского архитектурного искусства.